# Hochficht
Le Hochficht (en tchèque : Smrčina) est une montagne située dans le Nord du Land de Haute-Autriche en Autriche, à la frontière avec la République tchèque.
Son sommet délimite la frontière entre les deux pays. Il accueille une croix, l'arrivée d'un télésiège ainsi qu'une station météorologique. La partie tchèque de la montagne est située au sein de la zone centrale du parc national de Šumava. Le Hochficht se situe sur le territoire de la commune de Klaffer am Hochficht. Les communes de Aigen et Ulrichsberg sont proches et profitent aussi du tourisme et proposent de nombreux logements.

## Domaine skiable
Une station de ski de taille moyenne a été aménagée sur les pentes de la montagne. Il s'agit du plus grand domaine skiable de la Forêt de Bohême, de la Forêt de Bavière, d'Autriche en dehors des Alpes, mais aussi du domaine le plus élevé des montagnes tchèques. Le domaine a été aménagé sur les trois sommets : Hochficht (en tchèque : Smrčina, 1 333 ou 1 338 m), Reischelberg (Hraničník, 1 280 ou 1 281 m) et Zwieselberg (1 160 ou 1 163 m). Il est accessible par la route depuis le village de Pfaffetschlag (cœur du domaine), mais aussi depuis Schwarzenberg am Böhmerwald (partie excentrée à l'ouest). La piste Stierwiese est longue de 3,4 km, soit la plus longue piste de Tchéquie. Les pistes ont été tracées directement dans la forêt. La station accueille également des épreuves de la coupe d'Europe de ski alpin. De nombreux skieurs tchèques apprécient le domaine, et sont hébergés du côté tchèque de la frontière pour profiter du différentiel de coût de la vie. La clientèle reste composée principalement d'habitants de la Haute Autriche et notamment du Mühlviertel, mais également du fait de la situation géographique du domaine, d'un nombre important de Tchèques et d'Allemands.
La société Hochficht Bergbahnen AG qui gère les remontées mécaniques appartient à 50 % à Peter Schröcksnadel, entrepreneur et président de la Fédération autrichienne de ski. Celui-ci a effectué plusieurs investissements importants notamment dans le parc de télésièges.
Les communes de Klaffer am Hochficht et d'Ulrichsberg opèrent aussi une piste de luge sur les pentes de la montagne.
En été, la région est plus calme du fait de la fermeture de nombreuses remontées mécaniques. Certains chemins de randonnée passent par le sommet du Hochficht, notamment le Nordwaldkammweg qui relie le Dreiländereck (point de rencontre des frontières autrichienne, allemande et tchèque) jusqu'au Waldviertel.